# Batalla de Tara (980)
La batalla de Tara (980) fue una victoria de los irlandeses autóctonos de Uí Néill contra los vikingos hiberno-nórdicos del reino de Dublín gobernados por Olaf Cuaran (Amlaíb).
Según los Anales de los cuatro maestros, los contendientes fueron por un lado vikingos de Dublín apoyados por el ejército de las Hébridas, comandados por un sobrino de Amlaíb llamado Ragnall, y por el otro lado, los irlandeses de Máel Sechnaill mac Domnaill, quien recientemente había tomado el poder sobre el sur de los territorios del clan Uí Néill; eran tropas del reino de Mide y probablemente recibieron apoyo de Leinster y Ulster. 
El conflicto bélico se considera una histórica y devastadora derrota de los vikingos que, de alguna forma, obligó a Amlaíb a abdicar en favor de Glúniairn (Járnkné) y retirarse a abadía de Iona. Dublín fue asediada por el victorioso Máel Sechnaill, que forzó a los escandinavos a liberar esclavos y valiosas prebendas, así como territorios que previamente reclamaban los Uí Néill como propios. Durante una década, de una forma u otra, Dublín permaneció bajo el control de Máel Sechnaill y los Uí Néill del sur.
La batalla de Tara se considera una decisiva derrota de Dublín, aún más importante que la infligida en la famosa batalla de Clontarf. Olaf Cuaran fue el último de los grandes reyes hiberno-nórdicos de Irlanda, y tras su abdicación Dublín nunca más obtendría la gloria y grandeza de antaño.